# David Giralt
David Erundino Giralt Agramonte  (ur. 28 czerwca 1959 w Dos Caminos, zm. 13 kwietnia 2020 w Hawanie) – kubański lekkoatleta, specjalista skoku w dal.
Zwyciężył w skoku w dal, trójskoku i sztafecie 4 × 100 metrów na mistrzostwach Ameryki Środkowej i Karaibów juniorów w 1976 w Xalapa-Enríquez. 
29 maja 1977 w Warszawie jako pierwszy zawodnik z Ameryki Środkowej osiągnął odległość 8 metrów w skoku w dal. Zwyciężył w skoku w dal w seniorskich mistrzostwach Ameryki Środkowej i Karaibów w 1977, rozgrywanych również w Xalapa-Enríquez. Zdobył brązowy medal w tej konkurencji na uniwersjadzie w 1977 w Sofii. Zajął 8. miejsce w skoku w dal w pucharze świata w 1977 w Düsseldorfie
Zdobył złoty medal w skoku w dal na igrzyskach Ameryki Środkowej i Karaibów w 1978 w Medellín oraz srebrny medal w tej konkurencji na igrzyskach panamerykańskich w 1979 w San Juan, przegrywając jedynie z João Carlosem de Oliveirą z Brazylii. Zajął 3. miejsce w pucharze świata w 1979 w Montrealu.
Wystąpił w skoku w dal na igrzyskach olimpijskich w 1980 w Moskwie, ale odpadł w kwalifikacjach. Zdobył srebrny medal w tej konkurencji na mistrzostwach Ameryki Środkowej i Karaibów w 1981 w Santo Domingo.
Pięciokrotnie poprawiał rekord Kuby w skoku w dal do rezultatu 8,22 m, osiągniętego 26 sierpnia 1979 w Montrealu. Był to również  jego rekord życiowy.
Jego syn Arnie David Giralt był znanym lekkoatletą trójskoczkiem, trzykrotnym olimpijczykiem i medalistą halowych mistrzostw świata.